# Bitwa o Palmyrę (grudzień 2016)
III bitwa o Palmyrę – ofensywa bojowników organizacji terrorystycznej Państwo Islamskie (ISIS) w dniach 8–22 grudnia 2016, skutkująca ponownym zajęciem przez nich miasta Palmyra.

## Kontekst
Palmyra została po raz pierwszy zdobyta przez Państwo Islamskie (ISIS) w maju 2015, następnie wyzwolona przez Siły Zbrojne Syrii w marcu 2016.
Z powodu ataków rebeliantów w innych częściach Syrii, syryjska armia musiała zrezygnować z planowanej ofensywy na Dajr az-Zaur, zamiast tego skupiając się na walkach w północno-zachodniej części kraju. Dlatego większość sił zaangażowanych w marcowe natarcie została przeniesiona na fronty w regionach Latakii i Aleppo.
Jesienią 2016 roku uwaga sił rządowych skupiła się na Aleppo, gdzie kończyła się wieloletnia, decydująca bitwa. Wykorzystując to, ISIS ponowiło w tym czasie ataki na froncie palmyrskim. W tym czasie tego miasta broniły głównie ochotnicze szyickie oddziały Liwa Fatemijun, milicjanci, około 150 żołnierzy syryjskich z „Sił Tygrysa” i kilku irańskich oficerów – łącznie około 3000 ludzi. ISIS mogło użyć na tym froncie 4000 bojowników.

## Przebieg

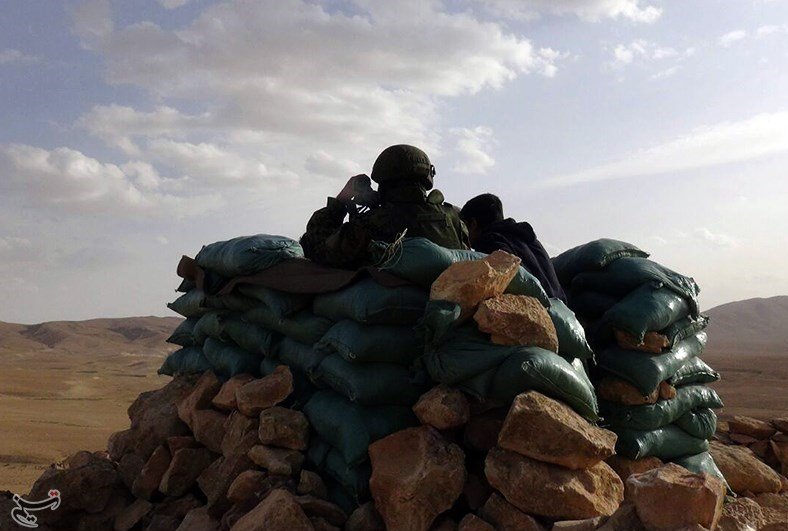
Pozycja obronna w pobliżu Palmyry

Atak ISIS na Palmyrę rozpoczął się 8 grudnia 2015. W pierwszym natarciu terroryści użyli ośmiu pojazdów opancerzonych, lecz zostali powstrzymani przez silny opór syryjskich żołnierzy. ISIS ponowiło jednak atak i drugim natarciem udało im się zmusić Syryjczyków do częściowego odwrotu. W ten sposób terroryści przejęli pole naftowe Dżazal, znajdujące się na północ od Palmyry.
10 grudnia walczono na polach gazowych i pobliskich wzgórzach, po czym ISIS zepchnęło obrońców na obrzeża miasta. Bojownicy Liwa Fatemijun rzucili się do bezładnego odwrotu; jedynie syryjscy żołnierze w południowo-wschodnim sektorze twardo bronili się na palmyrskim lotnisku.
11 grudnia Syryjczycy próbowali kontratakować aby zepchnąć dżihadystów w kierunku północnym, lecz ci zdołali się przegrupować i zająć większość miasta. Nie pomógł nawet nalot rosyjskiego lotnictwa. Według relacji syryjskiego oficera, miasto było praktycznie puste, gdyż większość obrońców jak i cywilów ewakuowała się w kierunku At-Tijas; najdłużej bronił się pododdział „Sił Tygrysa”, zaś odwrót osłaniało sześć wezwanych na pomoc śmigłowców Mi-28.

### Obrona At-Tijas
Po zajęciu Palmyry ISIS kontynuowało ofensywę w kierunku zachodnim, w stronę At-Tijas, gdzie znajduje się ważne lotnisko wojskowe „T4”. Atak ISIS na lotnisko T4 rozpoczął się 12 grudnia. 14 grudnia terroryści zablokowali drogę łączącą At-Tijas z Al-Karjatajn, co utrudniło możliwość transportu zaopatrzenia do zagrożonej bazy.
16 grudnia w strefę walk przybył oddział Hezbollahu w sile około 100 bojowników. Tegoż dnia w pobliżu zrzucono syryjskich spadochroniarzy z 800. Pułku, zaliczanego do Gwardii Republikańskiej. Syryjczycy natychmiast przeszli do kontrataku, odblokowując drogę do Al-Karjatajn. W nocy z 17 na 18 grudnia kontynuowali pościg, odrzucając ISIS na odległość 7 kilometrów w kierunku wschodnim.
22 grudnia ISIS raz jeszcze podjęło nieudany atak na At-Tijas, po czym wycofało się do Palmyry.

## Następstwa
Z początkiem 2017 roku ISIS porzuciło plany ataku na At-Tijas, zamiast tego przegrupowując siły w kierunku Rakki.
W styczniu 2017 stoczono czwartą bitwę o Palmyrę, po której miasto to zostało ostatecznie odzyskane przez rząd Syrii.